# Walburgiskapelle (Fürth-Weschnitz)

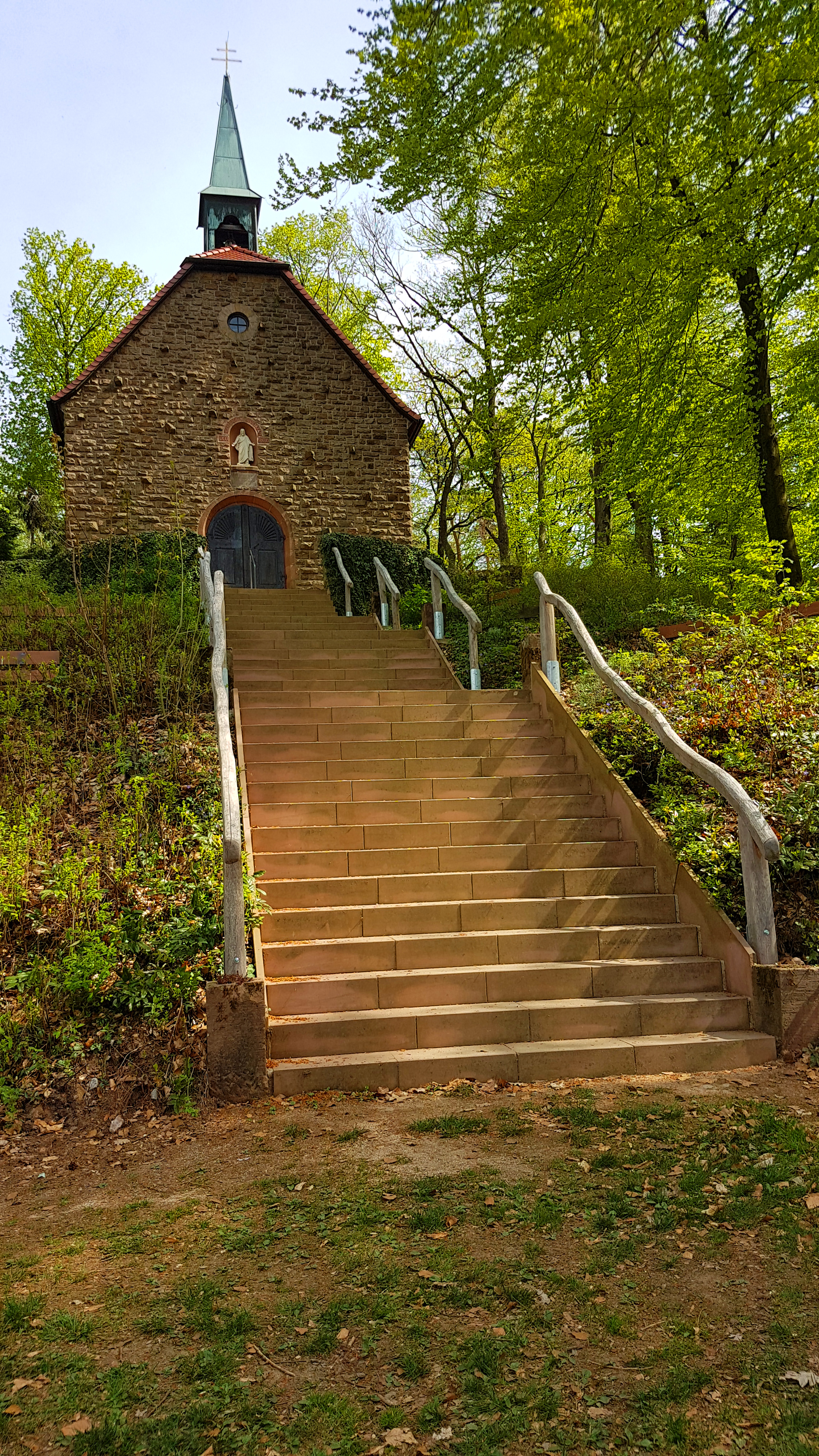
Walburgiskapelle oberhalb von Fürth-Weschnitz

Die Walburgiskapelle ist eine östlich oberhalb des Fürther Ortsteils Weschnitz auf dem Kapellenberg gelegene Kapelle, die der Heiligen Walburga geweiht ist.
Es wird vermutet, dass sie an der Stelle eines vorchristlichen Heiligtums errichtet wurde. Nachgewiesen werden kann ein erster Bau ab dem Jahre 1671. Eine neue Kapelle wurde im Jahre 1815 errichtet. In den Jahren 1935 bis 1937 erweiterte man den bisherigen schlichten Bau um einen etwas größeren Saalbau, der der ursprünglichen Kapelle vorgesetzt ist. Eine Besonderheit stellt die Walburgastatue aus dem 17. Jahrhundert dar, die sich in der Kapelle befindet. Hinter der Kapelle ist ein Platz mit steinernem Altar, der für Wallfahrtsgottesdienste unter freiem Himmel genutzt wird.
An der Walburgiskapelle führt ein bedeutender Fernwanderweg, der Nibelungensteig vorbei.

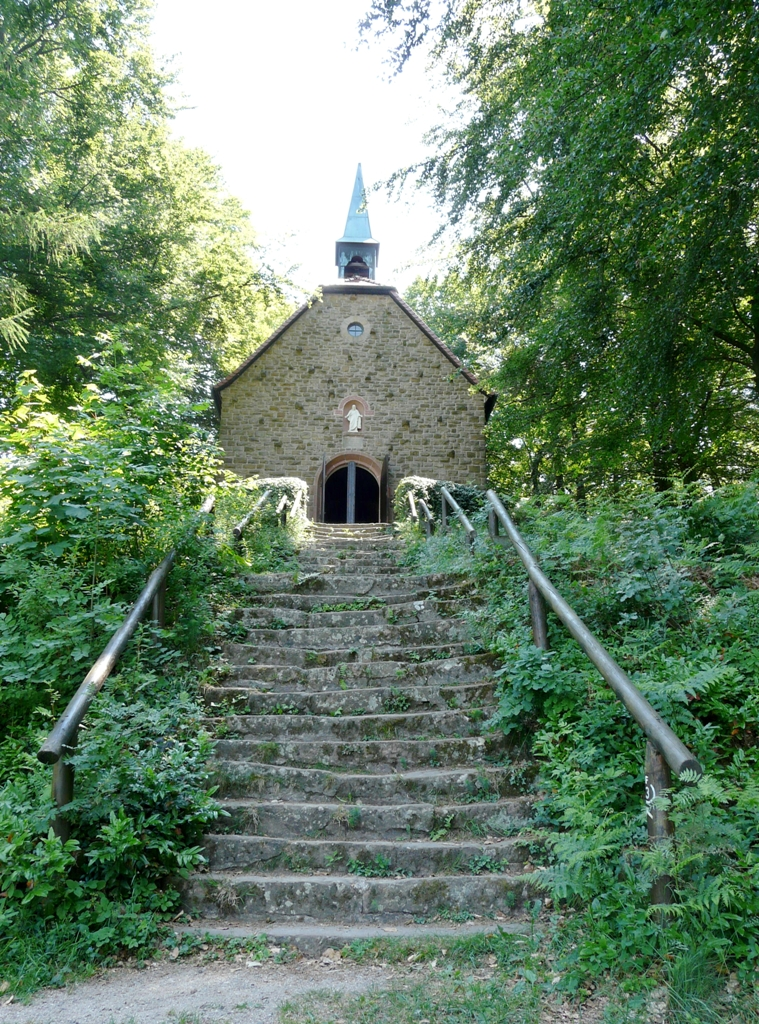
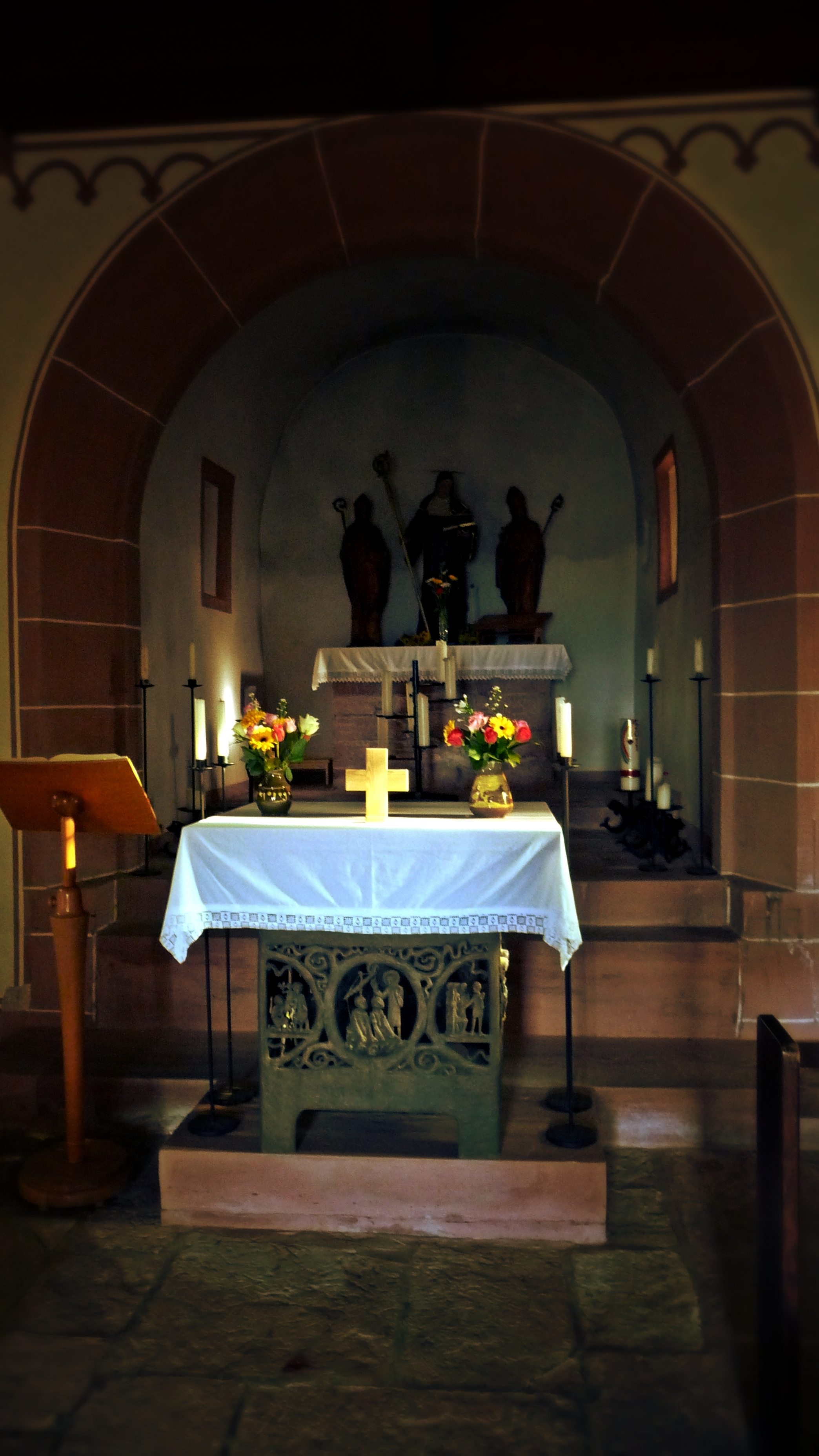
Altar
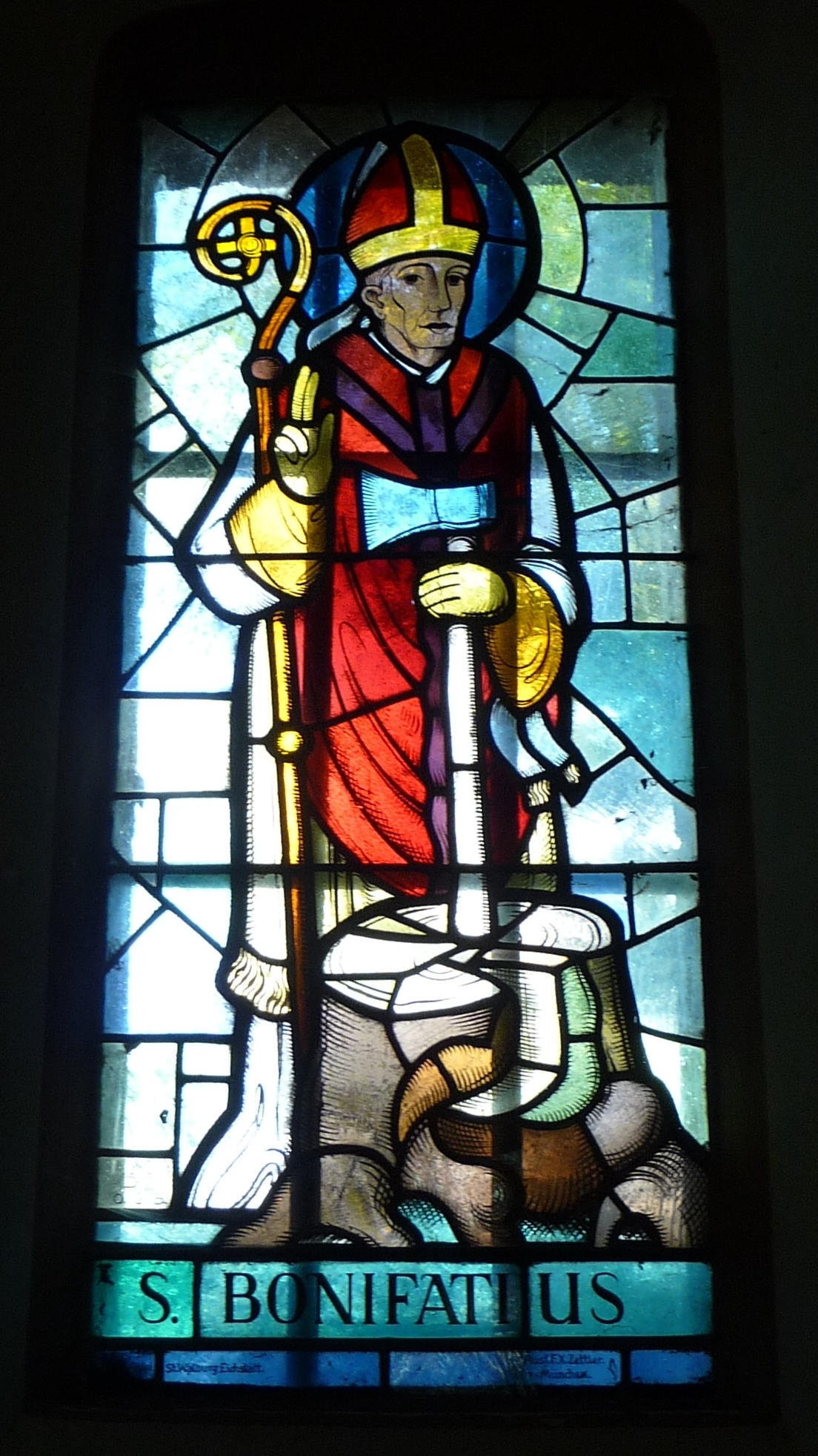
Fenster mit Darstellung des Heiligen Bonifatius
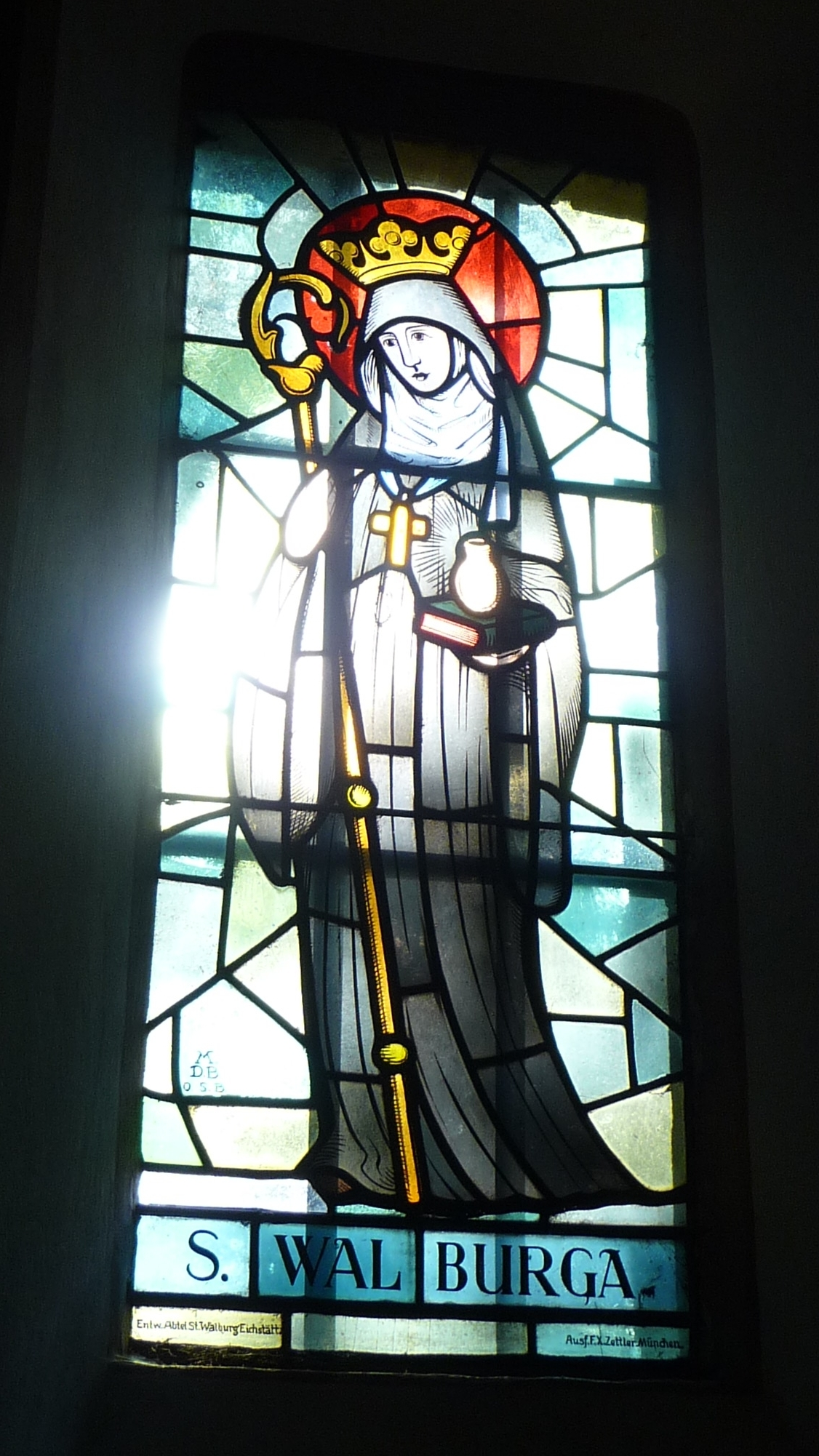
Fenster mit Darstellung der Heiligen Walburga
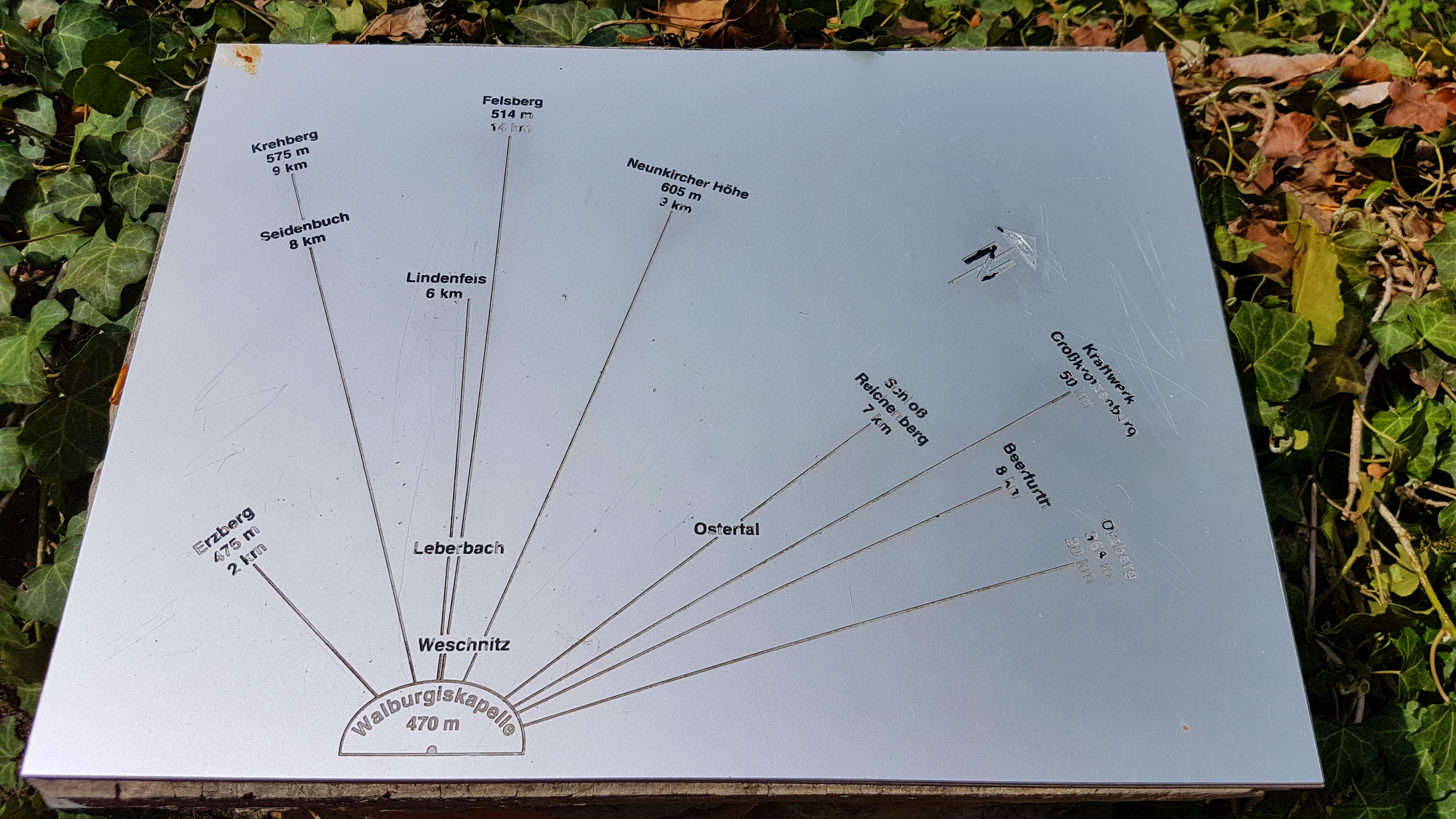
Entfernungstafel
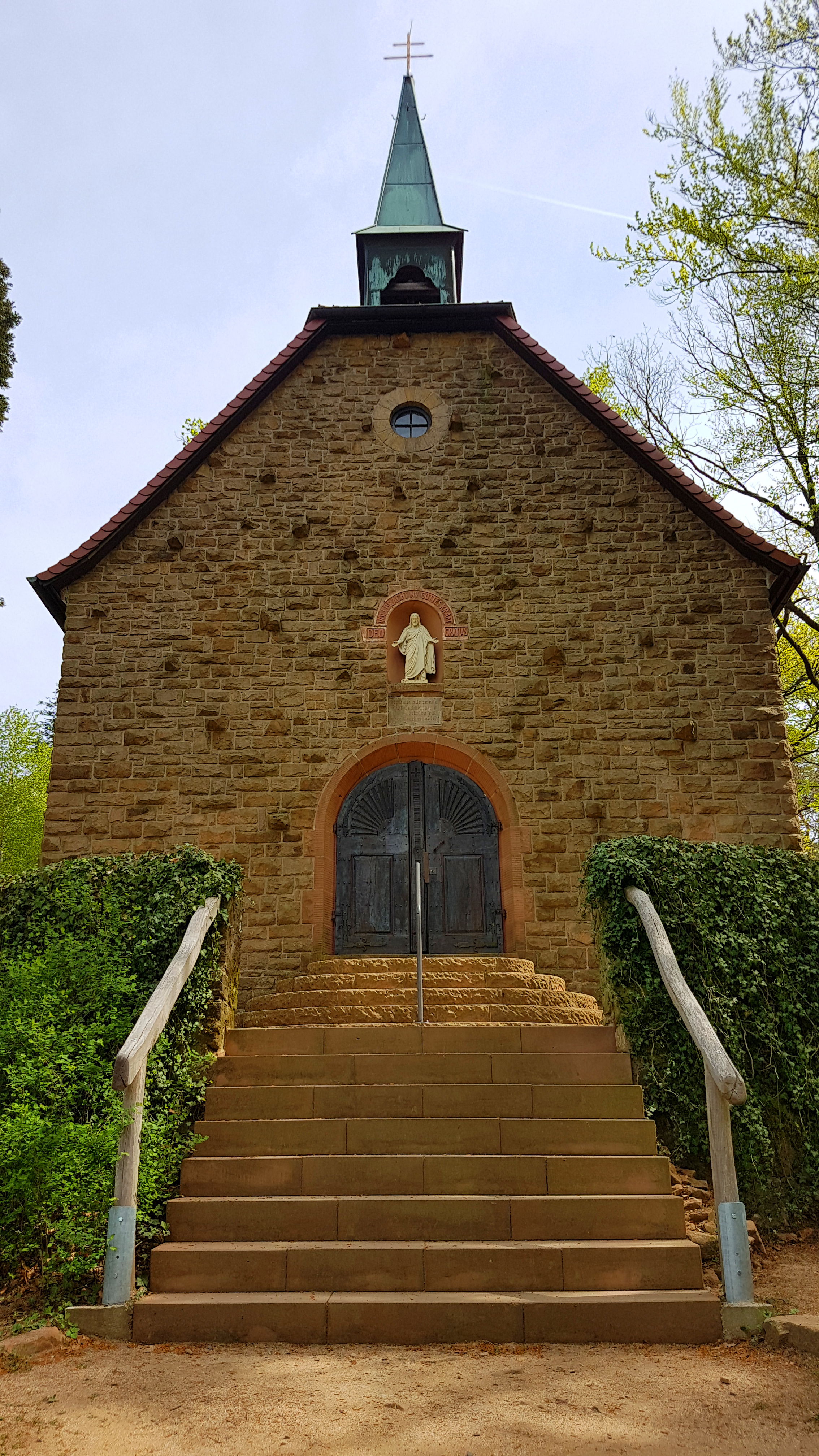
Front
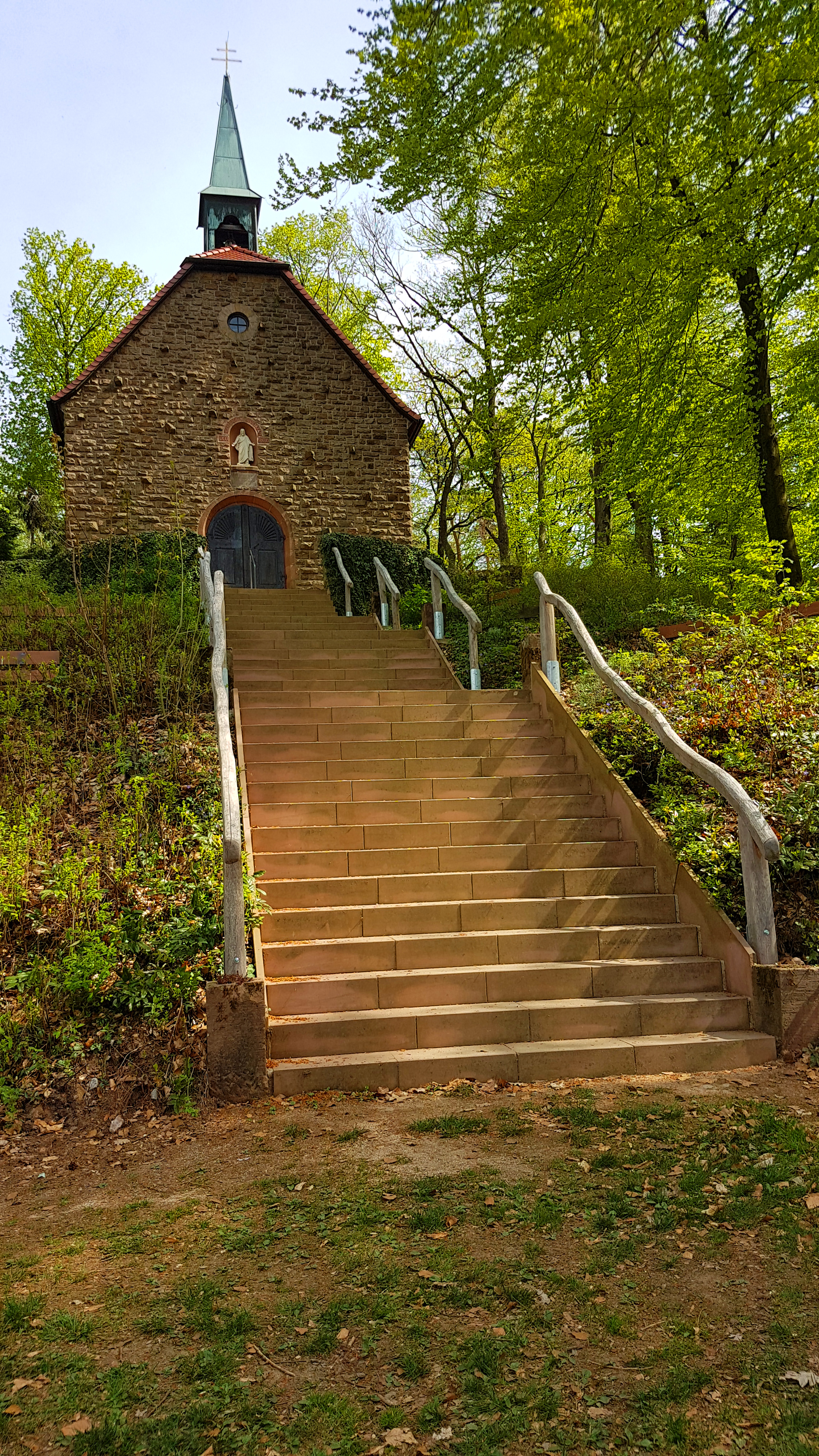
Fronttreppe
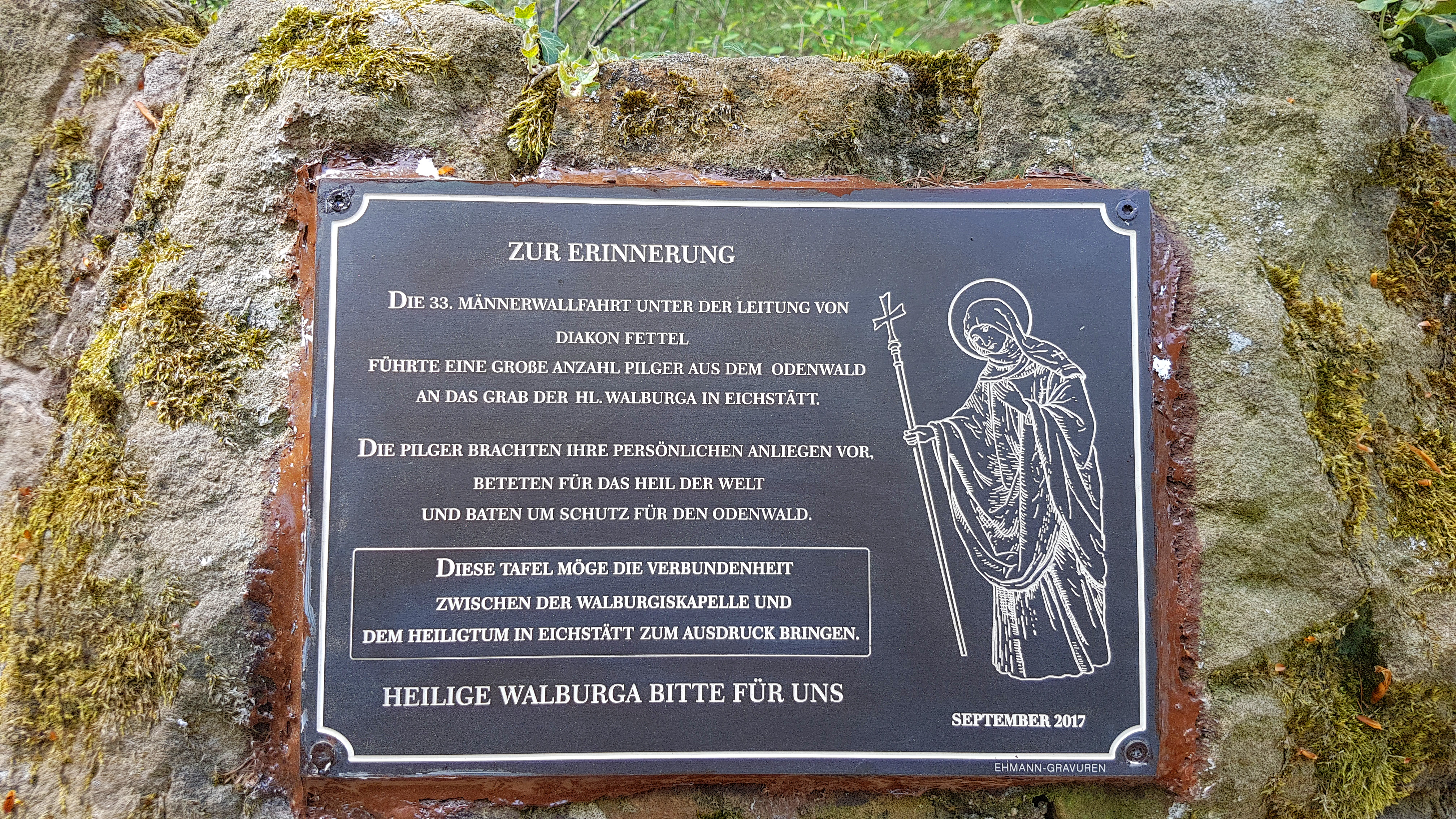
Gedenktafel
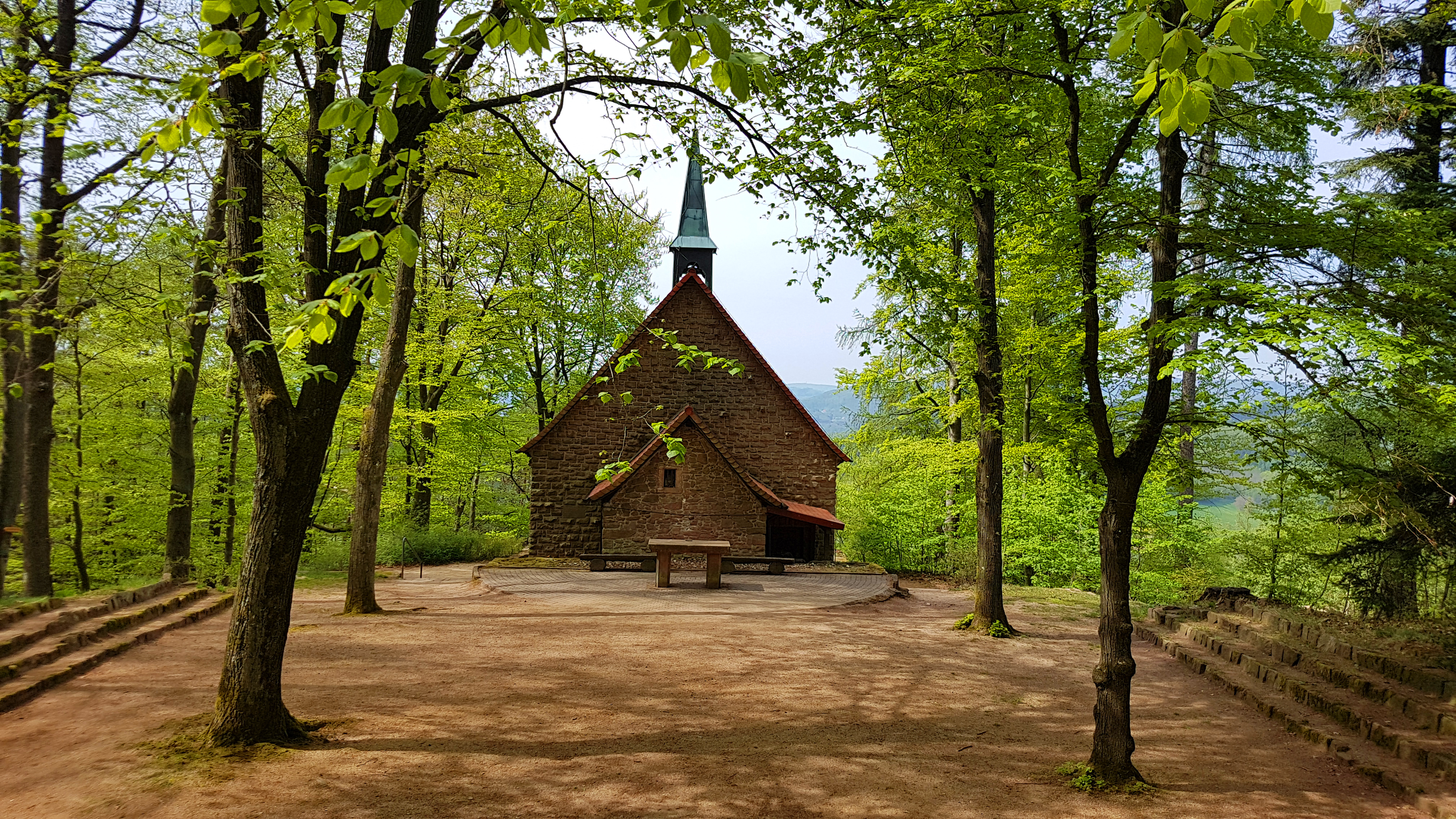
Hinten
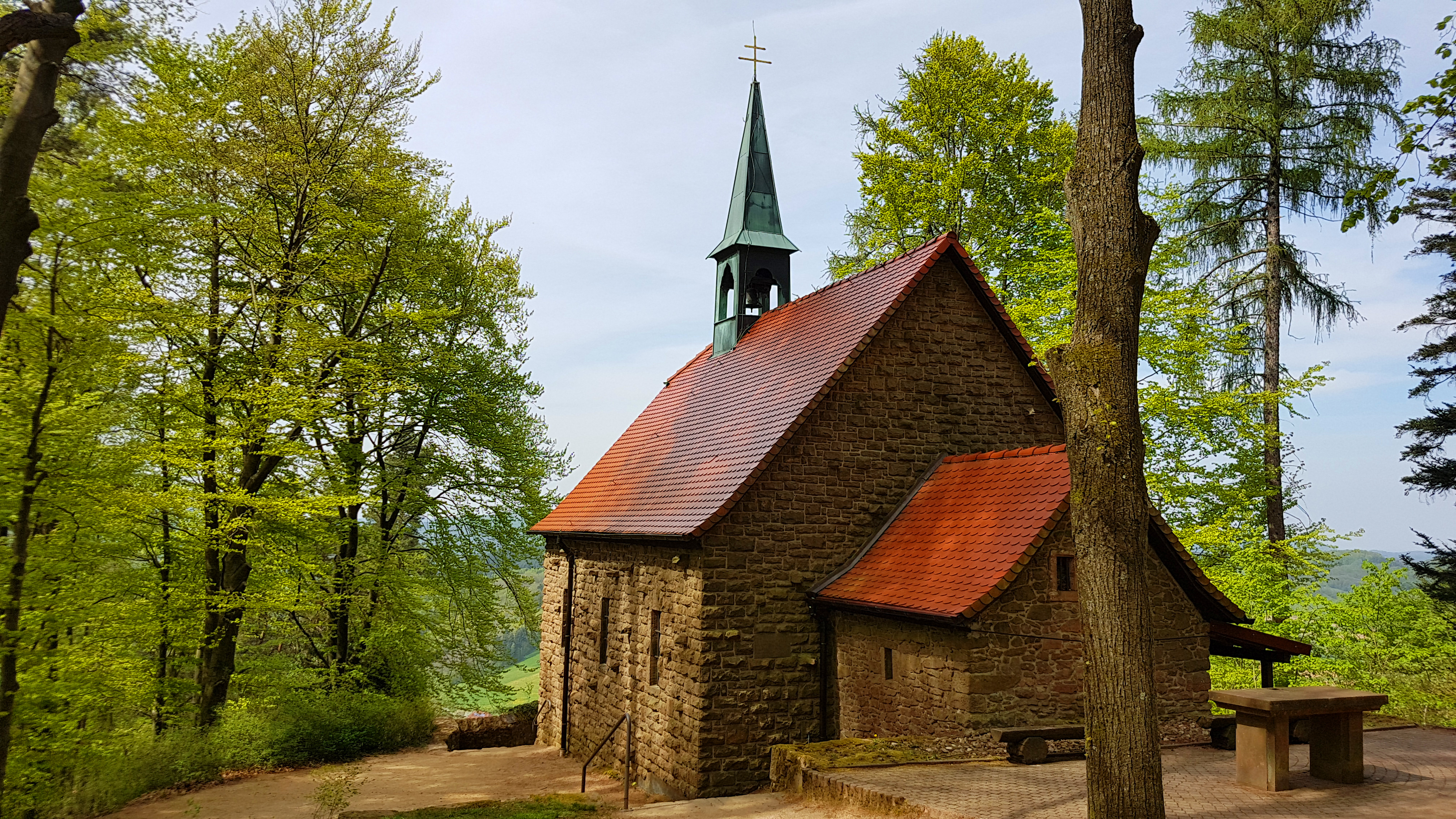
Hinten
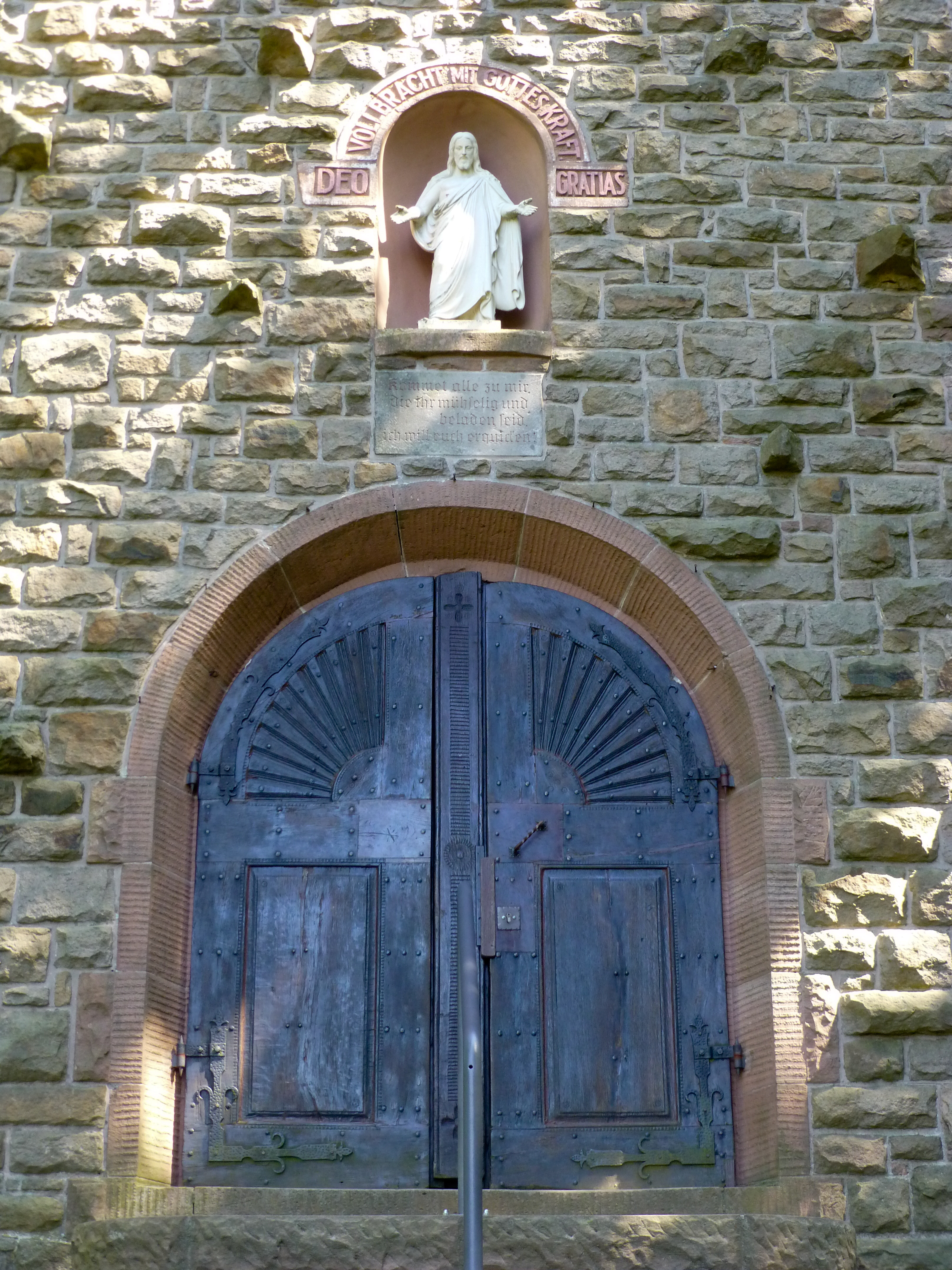
Portal